# Traducciones de Harry Potter
Las novelas fantásticas de la serie Harry Potter se han convertido en unas de las obras más leídas de la literatura infantil en la historia, con lectores de todas las edades en muchos países. Se estima que en mayo de 2008, las ventas mundiales de los libros de Harry Potter habían vendido más de 400 millones de ejemplares, y que los libros habían sido traducidos desde las ediciones originales del idioma inglés en otros 70 idiomas diferentes.

## Proceso de traducción
Para que una traducción sea autorizada, la editorial debe primeramente negociar y firmar un contrato con el agente literario, es decir, con la agencia Christopher Little Literary Agents. Una lista completa de los editores autorizados se puede leer en la página web oficial de J. K. Rowling. Las editoriales contratan a traductores localmente.
Los traductores no tienen acceso a los libros antes de su fecha de publicación en inglés; por lo tanto, la traducción solamente podrá empezar después de que los ejemplares ingleses sean publicados, creando un retraso de varios meses antes de que las traducciones sean disponibles. Este retraso ha impulsado la necesidad de las ventas de las ediciones en inglés de los libros a los fanes impacientes de los países donde el inglés no es el idioma oficial. Tanto era la impaciencia de leer el quinto libro que su edición en el idioma inglés se convirtió en el primer libro de lengua inglesa de la historia en encabezar la lista de los libros más vendidos en Francia. En Italia, los fanes impacientes de la serie organizaron «Operation Feather», donde reclamaron a la editorial Salani con un diluvio de plumas (emulando a las lechuzas mensajeras de Hogwarts), exigiendo la publicación adelantada de la versión italiana del séptimo y último libro de la serie. Esto ha provocado que se realicen traducciones no autorizadas y versiones piratas de los libros que aparecen en muchos países.
La alta demanda por una traducción local de alta calidad significa que se aplica demasiado cuidado con las traducciones. En algunos países como Italia, el primer libro de la serie fue revisado por los editores y publicado con una nueva edición actualizada dado que los lectores se quejaron de la pésima calidad de la primera traducción. En otros países como China y Portugal, la traducción es dirigida por un grupo de traductores trabajando de manera conjunta para ahorrarse tiempo. Algunos de los traductores contratados para trabajar con los libros eran muy conocidos antes de su trabajo en Harry Potter, como Viktor Golyshev, quien supervisó la traducción rusa del quinto libro de la serie. Golyshev era previamente conocido por haber traducido obras de William Faulkner y George Orwell y fue conocido por haberle quitado méritos a los libros de Harry Potter en entrevistas, refiriéndolos como «literatura inferior». La traducción turca de los libros dos al cinco fueron realizadas por Sevin Okyay, un popular crítico literario y comentarista cultural.

## Traducciones autorizadas por idioma
Las versiones originales de libro del inglés británico fueron publicadas en el Reino Unido por la editorial Bloomsbury Publishing. Existen ediciones autorizadas en los siguientes idiomas (incluyendo la original):
|     | Idioma            | País(es) | Publicador(es) y distribuidor(es) | Traductor(es) | Título(s) |
| --- | ----------------- | --- | --- | --- | --- |
| 1.  | Afrikáans         | Sudáfrica | Human & Rousseau (pty) Ltd. | 1. Janie Oosthuysen (I-V) 2. Kobus Geldenhuys (VI-VII) | 1. Harry Potter en die Towenaar se Steen 2. Harry Potter en die Kamer van Geheimenisse 3. Harry Potter en die Gevangene van Azkaban 4. Harry Potter en die Beker Vol Vuur 5. Harry Potter en die Orde van die Feniks 6. Harry Potter en die Halfbloed Prins 7. Harry Potter en die Skatte van die Dood |
| 2.  | Albanés           | Albania | Publishing House Dituria | Amik Kasoruho | 1. Harry Potter dhe guri filozofal 2. Harry Potter dhe Dhoma e të fshehtave 3. Harry Potter dhe i burgosuri i Azkabanit 4. Harry Potter dhe kupa e zjarrit 5. Harry Potter dhe urdhri i Feniksit 6. Harry Potter dhe Princi Gjakpërzier 7. Harry Potter dhe Dhuratat e Vdekjes |
| 3.  | Alemán            | - Austria - Alemania - Liechtenstein - Suiza | Carlsen Verlag | Klaus Fritz | 1. Harry Potter und der Stein der Weisen 2. Harry Potter und die Kammer des Schreckens 3. Harry Potter und der Gefangene von Askaban 4. Harry Potter und der Feuerkelch 5. Harry Potter und der Orden des Phönix 6. Harry Potter und der Halbblutprinz 7. Harry Potter und die Heiligtümer des Todes |
| 4.  | Bajo alemán       | Alemania | Verlag Michael Jung | 1. Hartmut Cyriacks 2. Peter Nissen 3. Luke Hedin Et al. | 1. Harry Potter un de Wunnersteen 2. Harry Potter un de grulig Kamer |
| 5.  | Árabe             | Egipto | Nahdet Misr | Muhammad Ibrahim | 1. هاري بوتر وحجر الفيلسوف 2. هاري بوتر وحجرة الأسرار 3. هاري بوتر وسجين أزكابان 4. هاري بوتر وكأس النار 5. هاري بوتر وجماعة العنقاء 6. هاري بوتر والأمير الهجين 7. هاري بوتر ومقدسات الموت |
| 6.  | Asturiano         | Asturias (España) | Ediciones Trabe | Xesús González Rato | 1. Harry Potter y la piedra filosofal |
| 7.  | Euskera           | - España - Francia | Elkarlanean | Iñaki Mendiguren (I-VII) | 1. Harry Potter eta Sorgin Harria 2. Harry Potter eta Sekretuen Ganbera 3. Harry Potter eta Azkabango presoa 4. Harry Potter eta Suaren Kopa 5. Harry Potter eta Fenixaren Ordena 6. Harry Potter eta Odol Nahasiko Printzea 7. Harry Potter eta Herioaren Erlikiak |
| 8.  | Bengalí           | - Bangladés - India | Ankur Prakashani | 1. Sohrab Hasan (I) 2. Muniruzzaman (II-III) 3. Asim Chowdhury (IV-VII) | 1. হ্যারি পটার এন্ড দ্য ফিলোসফার্স স্টোন 2. হ্যারি পটার এন্ড দ্য চেম্বার অব সিক্রেটস 3. হ্যারি পটার এন্ড দ্য প্রিজনার অব আজকাবান 4. হ্যারি পটার এন্ড দ্য গবলেট অব ফায়ার 5. হ্যারি পটার এন্ড দ্য অর্ডার অব দ্য ফিনিক্স 6. হ্যারি পটার এন্ড দ্য হাফ ব্লাড প্রিন্স 7. হ্যারি পটার এন্ড দ্য ডেথলি হ্যালোজ |
| 9.  | Búlgaro           | Bulgaria | Egmont Bulgaria | 1. Teodora Dzhebarova (I) 2. Mariana Melnishka (II-IV) 3. Emiliya L. Maslarova (V-VII) | 1. Хари Потър и Философският камък 2. Хари Потър и Стаята на тайните 3. Хари Потър и Затворникът от Азкабан 4. Хари Потър и Огненият бокал 5. Хари Потър и Орденът на феникса 6. Хари Потър и Нечистокръвния принц 7. Хари Потър и Даровете на Смъртта |
| 10. | Catalán           | - España - Andorra | Editorial Empúries | 1. Laura Escorihuela (I-IV) 2. Marc Alcega (IV) 3. Xavier Pàmies (V-VII) | 1. Harry Potter i la pedra filosofal 2. Harry Potter i la cambra secreta 3. Harry Potter i el pres d'Azkaban 4. Harry Potter i el calze de foc 5. Harry Potter i l'orde del Fènix 6. Harry Potter i el misteri del Príncep 7. Harry Potter i les relíquies de la Mort |
| 11. | Chino             | Simplificación: - RPC Tradicional: - ROC en Taiwán - Hong Kong - Macao | Simplificación: People's Literature Publishing House (人民文学出版社); Tradicional: Crown Publishing Company Ltd (皇冠出版社)                                                                                                  | Simplificación: 1. Su Nong (苏农) (I) 2. Ma Aixin (马爱新) (II, IV, V) 3. Zheng Xumi (郑须弥) (III) 4. Ma Ainong (马爱农) (V) 5. Cai Wen (蔡文) (V) Tradicional: 1. Peng Chien-Wen (彭倩文; Peng Qianwen) (I~IV) 2. Crown Editor and Translator Group (皇冠編譯組; Huangguan Bianyi Zu) (V~VII) | Simplificación: 1. 哈利•波特与魔法石 2. 哈利•波特与密室 3. 哈利•波特与阿兹卡班的囚徒 4. 哈利•波特与火焰杯 5. 哈利•波特与凤凰社 6. 哈利•波特与“混血王子” 7. 哈利•波特与死亡圣器 Tradicional: 1. 哈利波特—神秘的魔法石 2. 哈利波特—消失的密室 3. 哈利波特—阿茲卡班的逃犯 4. 哈利波特—火盃的考驗 5. 哈利波特—鳳凰會的密令 6. 哈利波特—混血王子的背叛 7. 哈利波特—死神的聖物                                                                                     |
| 12. | Croata            | Croacia | Algoritam | 1. Zlatko Crnković (I-III) 2. Dubravka Petrović (IV-VI) | 1. Harry Potter i Kamen mudraca 2. Harry Potter i Odaja tajni 3. Harry Potter i Zatočenik Azkabana 4. Harry Potter i Plameni Pehar 5. Harry Potter i Red feniksa 6. Harry Potter i Princ miješane krvi 7. Harry Potter i Darovi smrti |
| 13. | Checo             | República Checa | Albatros | 1. Vladimír Medek (I, II, IV) 2. Pavel Medek (III, V, VI) | 1. Harry Potter a Kámen mudrců 2. Harry Potter a Tajemná komnata 3. Harry Potter a vězeň z Azkabanu 4. Harry Potter a Ohnivý pohár 5. Harry Potter a Fénixův řád 6. Harry Potter a princ dvojí krve 7. Harry Potter a Relikvie smrti |
| 14. | Danés             | Dinamarca | Gyldendal | Hanna Lützen | 1. Harry Potter og De Vises Sten 2. Harry Potter og Hemmelighedernes Kammer 3. Harry Potter og Fangen fra Azkaban 4. Harry Potter og Flammernes Pokal 5. Harry Potter og Føniksordenen 6. Harry Potter og Halvblodsprinsen 7. Harry Potter og Dødsregalierne |
| 15. | Neerlandés        | - Bélgica - Países Bajos - Suriname | Standaard / Uitgeverij De Harmonie | Wiebe Buddingh | 1. Harry Potter en de Steen der Wijzen 2. Harry Potter en de Geheime Kamer 3. Harry Potter en de Gevangene van Azkaban 4. Harry Potter en de Vuurbeker 5. Harry Potter en de Orde van de Feniks 6. Harry Potter en de Halfbloed Prins 7. Harry Potter en de Relieken van de Dood |
| 16. | Inglés            | - RU - República de Irlanda - Australia - Nueva Zelanda - Canadá - Sudáfrica (Son las ediciones originales; no son traducciones) - Estados Unidos (editados por los lectores estadounidenses) | RU/RDI: Bloomsbury Publishing: Australia/Nueva Zelanda: Allen & Unwin Pty Ltd (Distributor): Canadá: Bloomsbury/Raincoast: Sudáfrica: Jonathan Ball Publishers/HarperCollins Estados Unidos: Scholastic/Arthur A. Levine Books | | 1. Harry Potter and the Philosopher's Stone (USA: Harry Potter and the Sorcerer's Stone) 2. Harry Potter and the Chamber of Secrets 3. Harry Potter and the Prisoner of Azkaban 4. Harry Potter and the Goblet of Fire 5. Harry Potter and the Order of the Phoenix 6. Harry Potter and the Half-Blood Prince 7. Harry Potter and the Deathly Hallows |
| 17. | Estonio           | Estonia | Varrak Publishers | 1. Kaisa Kaer 2. Krista Kaer | 1. Harry Potter ja tarkade kivi 2. Harry Potter ja saladuste kamber 3. Harry Potter ja Azkabani vang 4. Harry Potter ja tulepeeker 5. Harry Potter ja Fööniksi Ordu 6. Harry Potter ja segavereline prints 7. Harry Potter ja Surma vägised |
| 18. | Feroés            | Islas Feroe | Bokadeild Foroya Laerarafelags | 1. Gunnar Hoydal (I-III) 2. Malan Háberg (IV) 3. Bergur Rasmussen (V-VI) | 1. Harry Potter og Vitramannasteinurin 2. Harry Potter og Kamarið Við Loynidómum 3. Harry Potter og Fangin Úr Azkaban 4. Harry Potter og Eldbikarið 5. Harry Potter og Føniksfylkingin 6. Harry Potter og Hálvblóðsprinsurin 7. Harry Potter og Arvalutir Deyðans |
| 19. | Finés             | Finlandia | Tammi | Jaana Kapari | 1. Harry Potter ja viisasten kivi 2. Harry Potter ja salaisuuksien kammio 3. Harry Potter ja Azkabanin vanki 4. Harry Potter ja liekehtivä pikari 5. Harry Potter ja Feeniksin kilta 6. Harry Potter ja Puoliverinen prinssi 7. Harry Potter ja Kuoleman varjelukset |
| 20. | Francés           | - Bélgica - Canadá - Francia - Suiza | Éditions Gallimard | Jean-François Ménard (Además de otros libros escolares) | 1. Harry Potter à l'école des sorciers 2. Harry Potter et la Chambre des secrets 3. Harry Potter et le Prisonnier d'Azkaban 4. Harry Potter et la Coupe de feu 5. Harry Potter et l'Ordre du phénix 6. Harry Potter et le Prince de sang-mêlé 7. Harry Potter et les Reliques de la Mort |
| 21. | Frisón occidental | Países Bajos | Uitgeverij Bornmeer | Jetske Bilker | 1. Harry Potter en de stien fan 'e wizen |
| 22. | Gallego           | España | Editorial Galaxia | 1. Marilar Aleixandre 2. Eva Almazán | 1. Harry Potter e a pedra filosofal 2. Harry Potter e a Cámara dos Segredos 3. Harry Potter e o preso de Azkaban 4. Harry Potter e o Cáliz de fogo 5. Harry Potter e a Orde do Fénix 6. Harry Potter e o misterio do príncipe 7. Harry Potter e as reliquias da morte |
| 23. | Georgiano         | Georgia | Bakur Sulakauri Publishing | 1. Manana Antadze (I) 2. Davit Gabunia (II, III) 3. Ketevan Kanchashvili (IV, VI) 4. I.Beriashvili (V) 5. Tsitso Khotsuashvili (VII) | 1. ჰარი პოტერი და ფილოსოფიური ქვა 2. ჰარი პოტერი და საიდუმლო ოთახი 3. ჰარი პოტერი და აზკაბანას ტყვე 4. ჰარი პოტერი და ცეცხლოვანი თასი 5. ჰარი პოტერი და ფენიქსის ორდენი 6. ჰარი პოტერი და ნახევარპრინცი 7. ჰარი პოტერი და სიკვდილის საჩუქრები |
| 24. | Griego moderno    | Grecia | Psichogios Publications | 1. Máia Roútsou (I) 2. Kaíti Oikonómou (II-V) | 1. Ο Χάρι Πότερ και η Φιλοσοφική Λίθος 2. Ο Χάρι Πότερ και η Κάμαρα με τα Μυστικά 3. Ο Χάρι Πότερ και ο Αιχμάλωτος του Αζκαμπάν 4. Ο Χάρι Πότερ και το Κύπελλο της Φωτιάς 5. Ο Χάρι Πότερ και το Τάγμα του Φοίνικα 6. Ο Χάρι Πότερ και ο Ημίαιμος Πρίγκηψ 7. Ο Χάρι Πότερ και οι Κλήροι του Θανάτου |
| 25. | Griego antiguo    | | Bloomsbury | Andrew Wilson (I) | 1. Ἅρειος Ποτὴρ καὶ ἡ τοῦ φιλοσόφου λίθος |
| 26. | Groenlandés       | Groenlandia | Atuakkiorfik Greenland Publishers | Stephen Hammeken | 1. Harry Potter ujaraallu inuunartoq |
| 27. | Guyaratí          | India | Manjul Publishing House Pvt. Ltd. | 1. Harish Nayak 2. Jagruti Trivedi | 1. હેરી પોટર અને પારસમણિ 2. હેરી પોટર અને રહસ્યમય ભોંયરુ 3. હેરી પોટર અને અઝકાબાનનો કેદી 4. હેરી પોટર અને આગનો પ્યાલો 5. હેરી પોટર અને ફિનિક્સની ફોજ 6. હેરી પોટર અને હાફ-બ્લડ પ્રીન્સ 7. હેરી પોટર અને મોતની સોગાદો |
| 28. | Hebreo            | Israel | Miskal Ltd. (Yedioth Ahronoth and Sifrey Hemed) / Books in the Attic Ltd. | Gili Bar-Hillel | 1. הארי פוטר ואבן החכמים 2. הארי פוטר וחדר הסודות 3. הארי פוטר והאסיר מאזקבאן 4. הארי פוטר וגביע האש 5. הארי פוטר ומסדר עוף החול 6. הארי פוטר והנסיך חצוי-הדם 7. הארי פוטר ואוצרות המוות |
| 29. | Hindi             | India | Manjul Publishing House Pvt. Ltd. | Sudhir Dixit (I-VII) | 1. हैरी पॉटर और पारस पत्थर 2. हैरी पॉटर और रहस्यमयी तहख़ाना 3. हैरी पॉटर और अज़्काबान का क़ैदी 4. हैरी पॉटर और आग का प्याला 5. हैरी पॉटर और मायापंछी का समूह 6. हैरी पॉटर और हाफ़-ब्लड प्रिंस 7. हैरी पॉटर और मौत के तोहफे |
| 30. | Húngaro           | Hungría | Animus Publishing | Tóth Tamás Boldizsár | 1. Harry Potter és a bölcsek köve 2. Harry Potter és a Titkok Kamrája 3. Harry Potter és az azkabani fogoly 4. Harry Potter és a Tűz Serlege 5. Harry Potter és a Főnix Rendje 6. Harry Potter és a Félvér Herceg 7. Harry Potter és a Halál ereklyéi |
| 31. | Islandés          | Islandia | Bjartur | 1. Helga Haraldsdóttir (I-VII) 2. Jón Hallur Stefánsson (V) | 1. Harry Potter og viskusteinninn 2. Harry Potter og leyniklefinn 3. Harry Potter og fanginn frá Azkaban 4. Harry Potter og eldbikarinn 5. Harry Potter og Fönixreglan 6. Harry Potter og Blendingsprinsinn 7. Harry Potter og Dauðadjásnin |
| 32. | Indonesio         | Indonesia | Penerbit PT Gramedia Pustaka Utama | Listiana Srisanti (I-V) | 1. Harry Potter dan Batu Bertuah 2. Harry Potter dan Kamar Rahasia 3. Harry Potter dan Tawanan Azkaban 4. Harry Potter dan Piala Api 5. Harry Potter dan Orde Phoenix 6. Harry Potter dan Pangeran Berdarah-Campuran 7. Harry Potter dan Relikui Kematian |
| 33. | Irlandés          | - Irlanda - Reino Unido | Bloomsbury | Máire Nic Mhaoláin (I) | 1. Harry Potter agus an Órchloch |
| 34. | Italiano          | - Italia - Suiza - San Marino | Adriano Salani Editore | 1. Marina Astrologo (I-II) 2. Beatrice Masini (III-VII) Illustrated by Serena Riglietti | 1. Harry Potter e la Pietra Filosofale 2. Harry Potter e la Camera dei Segreti 3. Harry Potter e il Prigioniero di Azkaban 4. Harry Potter e il Calice di Fuoco 5. Harry Potter e l'Ordine della Fenice 6. Harry Potter e il Principe Mezzosangue 7. Harry Potter e i Doni della Morte |
| 35. | Japonés           | Japón | Say-zan-sha Publications Ltd. | Yuko Matsuoka (松岡 佑子 'Matsuoka Yūko'?) | 1. ハリー・ポッターと賢者の石 2. ハリー・ポッターと秘密の部屋 3. ハリー・ポッターとアズカバンの囚人 4. ハリー・ポッターと炎のゴブレット 5. ハリー・ポッターと不死鳥の騎士団 6. ハリー・ポッターと謎のプリンス 7. ハリー・ポッターと死の秘宝 |
| 36. | Jemer             | Camboya | University of Cambodia Press | Un Tim | 1. ហេរី ផោតធ័រ និង សិលាទេព |
| 37. | Coreano           | Corea del sur | Moonhak Soochup Publishing Co. | 1. Kim Hye-won (I-IV) 2. Inja Choe (V) | 1. 해리 포터와 마법사의 돌 2. 해리 포터와 비밀의 방 3. 해리 포터와 아즈카반의 죄수 4. 해리 포터와 불의 잔 5. 해리 포터와 불사조 기사단 6. 해리 포터와 혼혈 왕자 7. 해리 포터와 죽음의 성물 |
| 38. | Latín             | | Bloomsbury | Peter Needham (I-II) | 1. Harrius Potter et Philosophi Lapis 2. Harrius Potter et Camera Secretorum |
| 39. | Letón             | Letonia | Jumava | 1. Ingus Josts (I-VII) 2. Ieva Kolmane (IV-VII) 3. Sabīne Ozola (V,VII) 4. Māra Poļakova (V,VII) | 1. Harijs Poters un Filozofu akmens 2. Harijs Poters un Noslēpumu kambaris 3. Harijs Poters un Azkabanas gūsteknis 4. Harijs Poters un Uguns biķeris 5. Harijs Poters un Fēniksa Ordenis 6. Harijs Poters un Jauktasiņu princis 7. Harijs Poters un Nāves Dāvesti |
| 40. | Lituano           | Lituania | Alma Littera Company Limited | Zita Marienė | 1. Haris Poteris ir Išminties akmuo 2. Haris Poteris ir Paslapčių kambarys 3. Haris Poteris ir Azkabano kalinys 4. Haris Poteris ir Ugnies taurė 5. Haris Poteris ir Fenikso Brolija 6. Haris Poteris ir Netikras Princas 7. Haris Poteris ir Mirties relikvijos |
| 41. | Luxemburgués      | Luxemburgo | Kairos Edition | Florence Berg | 1. Den Harry Potter an den Alchimistesteen |
| 42. | Macedonio         | Macedonia del Norte | Publishing House Kultura (I-V) Mladinska kniga Skopje (VI) | 1. Blagorodna Bogoeska-Anćevska (I-V) 2. Lavinija Shuvaka (VI) | 1. Хари Потер и Каменот на мудроста 2. Хари Потер и Одајата на тајните 3. Хари Потер и Затвореникот од Азкабан 4. Хари Потер и Пламениот пехар 5. Хари Потер и Редот на фениксот 6. Хари Потер и Полукрвниот Принц 7. Хари Потер и Реликвиите на смртта |
| 43. | Maratí            | India | Manjul Publishing House Pvt. Ltd. | 1. Bal Urdhwareshe (I) 2. Manjusha Amdekar (II, IV, V, VI) 3. Priyanka Kulkarni (III) | 1. हॅरी पॉटर आणि परीस 2. हॅरी पॉटर आणि रहस्यमय तळघर 3. हॅरी पॉटर आणि अझ्कबानचा कैदी 4. हॅरी पॉटर आणि अग्निचषक 5. हॅरी पॉटर आणि फिनिक्स सेना 6. हॅरी पॉटर आणि हाफ-ब्लड प्रिन्स 7. हॅरी पॉटर आणि मृत्युदेवतेच्या भेटी |
| 44. | Malayo            | Malasia | Pelangi Books | | 1. Harry Potter dengan Batu Hikmat 2. Harry Potter dan Bilik Rahsia 3. Harry Potter dengan Banduan Azkaban 4. Harry Potter dalam Piala Api 5. Harry Potter dalam Kumpulan Phoenix 6. Harry Potter dengan Putera Berdarah Kacukan 7. Harry Potter dengan Azimat Maut |
| 45. | Malayalam         | India | Manjul Publishing House Pvt. Ltd. | Radhika C. Nair | 1. ഹാരി പോട്ടര് ആന്റ് ദ ഫിലോസഫേഴ്സ് സ്റ്റോണ് 2. ഹാരി പോട്ടര് ആന്റ് ദ ചേമ്പര് ഓഫ് സീക്രട്ട്സ് 3. ഹാരി പോട്ടര് ആന്റ് ദ പ്രിസണര് ഓഫ് അസ്കബാന് 4. ഹാരി പോട്ടര് ആന്റ് ദ ഗോബ്ലറ്റ് ഓഫ് ഫയര് 5. ഹാരി പോട്ടര് ആന്റ് ദി ഓര്ഡര് ഓഫ് ദ ഫീനിക്സ് 6. ഹാരി പോട്ടര് ആന്റ് ദ ഹാഫ്-ബ്ലഡ് പ്രിന്സ് 7. ഹാരി പോട്ടര് ആന്റ് ദ ഡെത്ലി ഹാലോസ് |
| 46. | Mongol            | Mongolia | Nepko Publishing | Д.Аюуш & Д.Батбаяр | 1. Харри Поттер ба Шидэт Чулуу 2. Харри Поттер ба Нууц Өрөө 3. Харри Поттер ба Азкабаны Хоригдол 4. Харри Поттер ба Галт Хундага 5. Харри Поттер ба Фениксийн Бүлгэм 6. Харри Поттер ба Эрлийз Хунтайж 7. Харри Поттер ба Үхлийн Өлгүүд |
| 47. | Nepalí            | Nepal | Sunbird Publishing House | 1. Shlesha Thapaliya 2. Bijaya Adhikari | 1. Harry Potter r Parasmani |
| 48. | Noruego           | Noruega | N.W. Damm & Son A.S. | Torstein Bugge Høverstad | 1. Harry Potter og de vises stein 2. Harry Potter og Mysteriekammeret 3. Harry Potter og fangen fra Azkaban 4. Harry Potter og ildbegeret 5. Harry Potter og Føniksordenen 6. Harry Potter og Halvblodsprinsen 7. Harry Potter og dødstalismanene |
| 49. | Occitano          | Francia (Occitania) | Per Noste Edicions | Karine Richard Bordenave (I) | 1. Harry Potter e la pèira filosofau |
| 50. | Persa             | Irán | Tandis Books | Vida Eslamiyeh | 1. هری پاتر و سنگ جادو 2. هری پاتر و تالار اسرار 3. هری پاتر و زندانی آزکابان 4. هری پاتر و جام آتش 5. هری پاتر و محفل ققنوس 6. هری پاتر و شاهزاده دورگه 7. هری پاتر و یادگاران مرگ |
| 51. | Polaco            | Polonia | Media Rodzina Poznań | Andrzej Polkowski | 1. Harry Potter i Kamień Filozoficzny 2. Harry Potter i Komnata Tajemnic 3. Harry Potter i więzień Azkabanu 4. Harry Potter i Czara Ognia 5. Harry Potter i Zakon Feniksa 6. Harry Potter i Książę Półkrwi 7. Harry Potter i Insygnia Śmierci |
| 52. | Portugués         | - Portugal - Brasil (traducción separada) | Portugal: Editorial Presença Brasil: Editora Rocco Ltda. | Portugal: 1. Isabel Fraga (I) 2. Isabel Nunes 3. Manuela Madureira Brasil: Lia Wyler | 1. Harry Potter e a Pedra Filosofal 2. Harry Potter e a Câmara dos Segredos (Brasil: Harry Potter e a Câmara Secreta) 3. Harry Potter e o Prisioneiro de Azkaban 4. Harry Potter e o Cálice de Fogo 5. Harry Potter e a Ordem da Fénix (Brazil: Harry Potter e a Ordem da Fênix) 6. Harry Potter e o Príncipe Misterioso (Brazil: Harry Potter e o Enigma do Príncipe) 7. Harry Potter e os Talismãs da Morte (Brazil: Harry Potter e as Relíquias da Morte) |
| 53. | Rumano            | - Rumania - Moldova | Egmont Romania | Ioana Iepureanu | 1. Harry Potter şi Piatra Filozofală 2. Harry Potter şi Camera Secretelor 3. Harry Potter şi Prizonierul din Azkaban 4. Harry Potter şi Pocalul de Foc 5. Harry Potter şi Ordinul Phoenix 6. Harry Potter şi Prinţul Semipur 7. Harry Potter şi Talismanele Morţii |
| 54. | Ruso              | Rusia | Rosman Publishing | 1. Igor W. Oranskij (I) 2. Marina D. Litvinova (II-V) 3. Vladimir Babkov (V) 4. Viktor Golyshev (V) 5. Leonid Motylev (V) 6. Sergei Iljin (VI) 7. Maya Lahuti (VI) | 1. Гарри Поттер и философский камень 2. Гарри Поттер и тайная комната 3. Гарри Поттер и узник Азкабана 4. Гарри Поттер и кубок огня 5. Гарри Поттер и орден феникса 6. Гарри Поттер и принц-полукровка 7. Гарри Поттер и Дары Cмерти |
| 55. | Serbio            | - Serbia - Montenegro | - Alfa – Narodna Knjiga (withdrawn) - Evro Giunti | 1. Draško Roganović & Vesna Stamenković Roganović (I-VII) 2. Ana Vukomanović (II) | 1. Хари Потер и Камен мудрости 2. Хари Потер и Дворана тајни 3. Хари Потер и затвореник из Аскабана 4. Хари Потер и Ватрени пехар 5. Хари Потер и Ред феникса 6. Хари Потер и полукрвни принц 7. Хари Потер и реликвије Смрти |
| 56. | Eslovaco          | Eslovaquia | IKAR | 1. Jana Petrikovičová (I-II) 2. Oľga Kralovičová (III-VI) | 1. Harry Potter a Kameň mudrcov 2. Harry Potter a tajomná komnata 3. Harry Potter a väzeň z Azkabanu 4. Harry Potter a Ohnivá čaša 5. Harry Potter a Fénixov rád 6. Harry Potter a polovičný princ 7. Harry Potter a Dary smrti |
| 57. | Esloveno          | Eslovenia | Mladinska knjiga | 1. Jakob J. Kenda (I-VII) 2. Branko Gradišnik (VI) | 1. Harry Potter in Kamen modrosti 2. Harry Potter in Dvorana skrivnosti 3. Harry Potter in Jetnik iz Azkabana 4. Harry Potter in Ognjeni kelih 5. Harry Potter in Feniksov red 6. Harry Potter in Princ mešane krvi (2nd translation by Kenda), Harry Potter in Polkrvni princ (1st translation by Gradišnik) 7. Harry Potter in Svetinje smrti |
| 58. | Español           | - España - México (Centroamérica) - Cono Sur | Emecé Editores / Salamandra | 1. Alicia Dellepiane Rawson (I) 2. Nieves Martín Azofra (II-IV) 3. Adolfo Muñoz Garcia (II-IV) 4. Gemma Rovira Ortega (V-VII) | 1. Harry Potter y la piedra filosofal 2. Harry Potter y la cámara secreta 3. Harry Potter y el prisionero de Azkaban 4. Harry Potter y el cáliz de fuego 5. Harry Potter y la Orden del Fénix 6. Harry Potter y el misterio del príncipe 7. Harry Potter y las Reliquias de la Muerte |
| 59. | Sueco             | Suecia | Tiden Young Books / Raben & Sjögren | Lena Fries-Gedin | 1. Harry Potter och de vises sten 2. Harry Potter och Hemligheternas kammare 3. Harry Potter och fången från Azkaban 4. Harry Potter och den flammande bägaren 5. Harry Potter och Fenixorden 6. Harry Potter och Halvblodsprinsen 7. Harry Potter och dödsrelikerna |
| 60. | Tailandés         | Tailandia | Nanmee Books | 1. Sumalee Bumrungsuk (I-II, V-VII) 2. Waleephon Wangsukun (III) 3. Ngarmpun Vejjajiva (IV) | 1. แฮร์รี่ พอตเตอร์กับศิลาอาถรรพ์ 2. แฮร์รี่ พอตเตอร์กับห้องแห่งความลับ 3. แฮร์รี่ พอตเตอร์กับนักโทษแห่งอัซคาบัน 4. แฮร์รี่ พอตเตอร์กับถ้วยอัคนี 5. แฮร์รี่ พอตเตอร์กับภาคีนกฟีนิกซ์ 6. แฮร์รี่ พอตเตอร์กับเจ้าชายเลือดผสม 7. แฮร์รี่ พอตเตอร์กับเครื่องรางยมทูต |
| 61. | Turco             | Turquía | Yapi Kredi Kultur Sanat Yayincilik | 1. Mustafa Bayindir (I) 2. Ülkü Tamer (I) 3. Sevin Okyay (II-VI) 4. Kutlukhan Kutlu (III-VI, the school books) | 1. Harry Potter ve Felsefe Taşı 2. Harry Potter ve Sırlar Odası 3. Harry Potter ve Azkaban Tutsağı 4. Harry Potter ve Ateş Kadehi 5. Harry Potter ve Zümrüdüanka Yoldaşlığı 6. Harry Potter ve Melez Prens 7. Harry Potter ve Ölüm Yadigârları |
| 62. | Ucraniano         | Ucrania | A-BA-BA-HA-LA-MA-HA | 1. Victor Morozov (all 7 books) 2. Sofiia Andrukhovich (part of IV) | 1. Гаррі Поттер і філософський камінь 2. Гаррі Поттер і таємна кімната 3. Гаррі Поттер і в'язень Азкабану 4. Гаррі Поттер і келих вогню 5. Гаррі Поттер і Орден фенікса 6. Гаррі Поттер і Напівкровний Принц 7. Гаррі Поттер і смертельні реліквії |
| 63. | Urdu              | Pakistán | Oxford University Press | Darakhshanda Asghar Khokhar (I-III) | 1. هیرى پوٹر اور پارس پتهر 2. هیرى پوٹر اور رازوں کا کمرہ 3. هیرى پوٹر اور ازكبان كا قیدى 4. هیرى پوٹر اور آگ كا پیاله |
| 64. | Vietnamita        | Vietnam | Youth Publishing House | Lý Lan | 1. Harry Potter và Hòn đá phù thuỷ 2. Harry Potter và Hầm chứa Bí mật 3. Harry Potter và tên tù nhân ngục Azkaban 4. Harry Potter và chiếc Cốc Lửa 5. Harry Potter và hội Phượng hoàng 6. Harry Potter và Hoàng tử Lai 7. Harry Potter và Bảo bối Tử thần |
| 65. | Galés             | Reino Unido | Bloomsbury | Emily Huws (I) | 1. Harri Potter a Maen yr Athronydd |

Existe desde hace tiempo el proyecto de una traducción al gaélico escocés; la primera novela hubiera aparecido en diciembre de 2006, pero se pospuso el proyecto Más tarde fue anunciada por Bloomsbury Publishing PLC para julio de 2010, pero aún no ha aparecido en su catálogo. También existe una petición para publicar una versión del libro en el idioma esperanto, actualmente se recogen firmas de manera virtual para promover la publicación en este idioma.
Algunas traducciones, como las de las lenguas extintas del latín y el griego antiguo, fueron hechas como ejercicios académicos, para estimular el interés por los idiomas y proporcionar a los estudiantes idiomas con textos de literatura moderna. La versión del griego antiguo, de acuerdo con el traductor, representa el texto más extenso publicado en dicho idioma desde las novelas de Heliodoro de Emesa en el siglo III, y tomó casi un año para completarlo.
Nótese que en algunos países, como España e India, las novelas se han traducido a varios idiomas locales -véase la sección de ediciones-; algunas veces existen dos traducciones distintas para los diferentes dialectos del mismo idioma (como en el caso de las versiones portuguesas para Portugal y Brasil).